# Marguestau
Marguestau é uma comuna francesa na região administrativa de Occitânia, no departamento de Gers. Estende-se por uma área de 3,21 km². Em 2010 a comuna tinha 73 habitantes (densidade: 22,7 hab./km²).